# Karel Konvalinka
Karel Konvalinka (21. prosince 1885 Rosice – 29. října 1970 Brno) byl český hudební skladatel, pedagog a dirigent.

## Život
Studoval na učitelském ústavu v Soběslavi. Učil na školách v Moravci, Dolní Rožínce a v Novém Městě na Moravě. Hudební vzdělání si doplnil soukromým studiem u Jaroslava Křičky a K. B. Jiráka. Založil smyčcový orchestr Hudební sdružení učitelů, se kterým koncertoval v řadě moravských měst. Za první světové války bojoval na haličské frontě. Po vzniku Československa se stal dirigentem hudebního spolku Smetana, se kterým nastudoval i operní představení (František Škroup: Dráteník, Vilém Blodek: V studni, Jaroslav Křička: Ogaři).
Od roku 1932 působil v Brně. Nejprve byl učitelem, od roku 1939 ředitelem národní školy. V roce 1941 byl předčasně penzionován. Po osvobození pracoval jako archivář Ústřední pedagogické knihovny.
Jeho syn, Miloš Konvalinka, pokračoval v rodinné tradici a stal známým dirigentem a hudebním skladatelem.
Mezi jeho hlavní inspirační zdroje patřila lidová píseň, zejména lidové písně z Horácka. Většinu jeho děl tvoří písně a sbory na slova lidové poesie a předních českých básníků. Zabýval se metodikou hudební výchovy a publikoval i v odborných časopisech.

## Dílo (výběr)

### Písně
- Písně o štěstí (písně na texta Jaroslava Vrchlického, Antonína Sovy a J. S. Machara, 1914)
- Moravské písničky (1918)
- Tři slovácké lidové písně (1920)
- O lásce (1921)
- Moravské lidové balady (1923)
- O vojně (1928)
- Horácké písně (1932)
- Úsměvy života (na slova Josefa Hory a Otokara Fischera)
- Tři ženské dvojzpěvy (1936)
- Strom v květu (na slova Josefa Hory a S. K. Neumanna, 1941)

### Dětské písně
- Slunečka - dětské písně s klavírem (1-10)
- Miloškovy popěvky (1925)
- Mamince (1932)
- Z dětských let (1944)

### Sbory
- Chorál (1919)
- Hymnus (1920)
- České, moravské a slovenské tance (1924)
- Horácké lidové koledy (1929)
- 32 lidových tanců (3 řady, 1941)
- Uspávanka pro ženský sbor (1931)
- Slovenská balada (mužský sbor na slova lidové poesie 1923)
- Vánoční balada (mužský sbor na slova Konstantina Biebla, 1930)

### Komorní hudba
- Nálady pro klavír (1917)
- Hudba léta (klavír, 1922)
- Malá suita (1923)
- Divertimento (1928)
- Serenáda (1929)
- Taneční suita (klavír, 1931)
- Malá klavírní suita (1937)

### Pedagogické dílo
- Hudební výchova zpěvem se zřetelem k reformě vyučování zpěvu školnímu. Praha, Kočí, 1919
- Hudební výchova podle metody Lasiho (1934)
- Svět maličkých; říkadla, popěvky, a písničky pro školy mateřské, obecné a dětské školy intonační a rytmické. Praha, Školní nakladatelství, 1935
- Průprava ke zpěvu sborovému (1936)